# ريتشارد موريس (سياسي)
ريتشارد موريس (بالإنجليزية: Richard Morris)‏ هو قاضي وسياسي أمريكي، ولد في 15 أغسطس 1730 في الولايات المتحدة، وتوفي في 11 أبريل 1810 في سكيرديل في الولايات المتحدة. انتخب عضو مجلس ولاية نيويورك.